# All Smiles
All Smiles är ett studioalbum av Beata Söderberg, Joakim Milder och Pernilla Andersson från 2000.

## Låtlista
| Nr           | Titel                                 | Längd |
| ------------ | ------------------------------------- | ----- |
| 1.           | I'm All Smiles                        | 3:37  |
| 2.           | New Beginnings                        | 3:49  |
| 3.           | In His Eyes                           | 3:35  |
| 4.           | Lonely Woman                          | 4:46  |
| 5.           | (Reflections Of) Like Someone In Love | 2:36  |
| 6.           | This Song                             | 4:03  |
| 7.           | Ifigenia                              | 3:30  |
| 8.           | Bye, Bye Blackbird                    | 2:46  |
| 9.           | Old Boyfriends                        | 5:52  |
| 10.          | I Could Write A Book                  | 3:14  |
| 11.          | Here We Are                           | 5:32  |
| 12.          | The La La Song                        | 4:32  |
| Total längd: | Total längd:                          | 47:52 |